# Amt Crivitz (1992–2013)
Amt Crivitz – dawny Związek Gmin w Niemczech, w kraju związkowym Meklemburgia-Pomorze Przednie, w powiecie Ludwigslust-Parchim. Siedziba związku znajdowała się w miejscowości Crivitz. Został utworzony w roku 1992 i istniał do 31 grudnia 2013.
W skład związku wchodziło siedem gmin:
1. Barnin
2. Bülow
3. Crivitz
4. Demen
5. Friedrichsruhe
6. Tramm
7. Zapel

1 stycznia 2014 związek został połączony ze związkami Banzkow oraz Ostufer Schweriner See tworząc nowy Związek Gmin Crivitz.